# 鎮海灣
镇海湾，是中华人民共和国广东省江门市辖的一处海湾。位于台山市和恩平市交界處。鎮海灣周邊有大廣海灣經濟區（台山市深井鎮、北陡鎮、汶村鎮和恩平市橫陂鎮）4鎮以及國家級濕地森林1個组成（湿地率为93.8%）。南北经度范围是21°44'~21°56'30"N，东西尾都范围112°24'~112°33'E。
鎮海灣紅樹林濕地公園亦称鎮海灣紅樹林國家濕地公園，东接台山广海湾，南接台山北陡，西接恩平横陂，北接台山深井。园区在周邊有台山市深井镇、北陡镇、汶村镇和恩平市横陂镇均设有出入口。

## 歷史
2018年1月，镇海湾红树林湿地公园获批成为国家级试点，成为江门市第三个国家湿地公园（试点）。
2019年10月，台山蚝成为国家农产品地理标志产品。

## 交通
- 镇海湾距離澳門特別行政區174公里。駕車經西部沿海高速公路大约需时2小时30分。距离香港特別行政区225公里，駕車經港珠澳大桥(由珠海公路口岸出)，再由珠三角環线高速上西部沿海高速大约需時3小時。
- 距离镇海湾红树林国家湿地公园约86公里有高铁开平南站，约26公里有高铁恩平站，约74公里有高铁台山站。
- 目前设有六個入口分別:东北入口（台山深井）、东入口（台山深井）、西南入口（台山北陡）和东南入口（台山汶村）、西入口（恩平横陂）、西北入口（恩平横陂）。

## 自然資源
镇海湾位于粤港澳大湾区西岸，乃是区内罕有的连片湿地。海岸线长达21.2公里，面积515.4公顷。同时还是中国国家级自然保护区。树种共9科12属12种，包括秋茄樹、老鼠簕、木麻黄、鹵蕨、海漆、银叶、黃槿樹等。每年有4万多只候鸟，10万多只鸟栖息于此。包括黑翅鸢、雀鹰和牛背鹭等29种。